# Erodium chium subsp. littoreum
Erodium chium subsp. littoreum é uma subespécie de planta com flor pertencente à família Geraniaceae. 
A autoridade científica da subespécie é (Léman) Ball, tendo sido publicada em J. Linn. Soc., Bot. 16: 387. 1878.

## Portugal
Trata-se de uma subespécie presente no território português, nomeadamente em Portugal Continental.
Em termos de naturalidade é nativa da região atrás indicada.

## Protecção
Não se encontra protegida por legislação portuguesa ou da Comunidade Europeia.